# 永井直方
永井 直方（ながい なおかた）は、江戸時代後期の大名。大和新庄藩の第5代藩主。永井家宗家9代。
天明2年（1782年）1月19日（または安永7年（1778年））、第4代藩主永井直温の長男として生まれる。寛政3年（1791年）7月25日に世子となり、寛政7年（1795年）の父の死去で家督を継いだ。文政4年（1821年）9月23日に大番頭となる。文政8年（1825年）4月10日に家督を長男の直養に譲って隠居し、直後の4月25日に死去した。享年44（または48）。